# Championnat d'Allemagne de football de deuxième division 1951-1952
Navigation
2. Oberliga
1950-1951 2. Oberligen
1952-1953
La 2. Oberliga 1951-1952 fut la 3e saison de 2. Oberliga (parfois également appelée II. Division), une ligue située au 2e échelon du football allemand dans certaines régions. Lors de la saison 1949-1950, seule l'Ouest de l'Allemagne (Land de Rhénanie du Nord-Wesphalie) disposait d'une 2. Oberliga à deux sous-groupes. La compétition passera à un format à un groupe unique à partir de la saison suivante. L'Allemagne du Sud (Länder de Hesse, Bade-Wurtemberg et Bavière) suit le mouvement et introduit sa propre 2. Oberliga pour la saison 1950-1951, et l'Allemagne du Sud-Ouest (Land de Rhénanie-Palatinat et protectorat puis Land de Sarre) suivra la saison suivante. En Allemagne du Nord (Länder de Basse-Saxe et de Schleswig-Holstein ainsi que villes libres de Hambourg et Brême), et à Berlin-Ouest, ce sont les Amateurligen qui jouaient le rôle de 2de division.

## 2. Oberliga West
Le 2. Oberliga West 1951-1952 fut une ligue située au 2e niveau de la hiérarchie du football ouest-allemand.
Ce fut la 3e édition de cette ligue qui couvrait le même territoire que l'Oberliga West, c'est-à-dire le Land de Rhénanie du Nord-Wesphalie, donc les clubs affiliés à une des trois fédérations composant la Westdeutscher Fußball-und Leichtathletikverband (WFLV).
Pour cette troisième saison, la ligue se composa pour la dernière fois de deux groupes de valeur équivalente. Les deux champions furent promus en Oberliga West pour la saison suivante.

### Compétition

#### Légende
| Légende       | |
| C             | Champion 2. Liga West & promu en Oberliga West la saison suivante.                                          |
| P             | promu en Oberliga West la saison suivante.                                                                  |
| TF            | club qualifié pour prendre part à un tour final avec des équipes de l'Oberliga West pour une place montante |
| R             | Relégué sportif vers les séries de Landesliga en vue de la saison suivante                                  |
| F             | Forfait après la phase aller                                                                                |
| en diminution | club relégué de l'Oberliga West depuis la saison précédente                                                 |

#### Classements
Lors de cette saison, il n'y eut pas de "test-match" entre les champions des deux groupes. Les deux premiers de chaque série furent promus en Oberliga.
Ce fut la dernière saison jouée avec deux groupes, en vue de la saison suivante, cette ligue fut ramenée à une seule série.

##### Groupe 1
|    |    |                            | M  | G  | N | P  | +  | -  | Avg  | Pts |
| -- | -- | -------------------------- | -- | -- | - | -- | -- | -- | ---- | --- |
| C  | 1  | SV Sodingen                | 30 | 19 | 7 | 6  | 73 | 42 | 1,74 | 45  |
| TF | 2  | VfB Bottrop                | 30 | 19 | 5 | 8  | 73 | 40 | 1,83 | 43  |
|    | 3  | Rot-Weiss Oberhausen       | 30 | 17 | 8 | 7  | 74 | 39 | 1,90 | 37  |
|    | 4  | DSC Arminia Bielefeld      | 30 | 15 | 6 | 11 | 53 | 40 | 1,33 | 36  |
|    | 5  | VfL Bochum                 | 30 | 16 | 3 | 13 | 66 | 53 | 1,25 | 35  |
|    | 6  | SC Westfalia Herne         | 30 | 14 | 6 | 12 | 64 | 50 | 1,30 | 34  |
|    | 7  | SG Wattenscheid 09         | 30 | 14 | 6 | 12 | 52 | 53 | 0,98 | 34  |
|    | 8  | SpVgg Herten 07/12         | 30 | 15 | 3 | 14 | 65 | 63 | 1,03 | 33  |
| R  | 9  | SG Eintracht Gelsenkirchen | 30 | 14 | 4 | 14 | 61 | 61 | 1,00 | 32  |
| R  | 10 | FV Hombruch 09             | 30 | 12 | 8 | 12 | 67 | 87 | 0,77 | 32  |
| R  | 11 | SSV Hagen                  | 30 | 12 | 7 | 13 | 52 | 59 | 0,88 | 31  |
| R  | 12 | TuS Essen-West             | 30 | 11 | 7 | 14 | 56 | 55 | 1,02 | 29  |
| R  | 13 | Sportfreunde Wanne-Eickel  | 30 | 11 | 7 | 14 | 49 | 52 | 0,94 | 29  |
| R  | 14 | VfB 03 Bielefeld           | 30 | 10 | 6 | 16 | 58 | 76 | 0,76 | 26  |
| R  | 15 | SpVgg Röhlinghausen        | 30 | 7  | 8 | 17 | 40 | 62 | 0,65 | 22  |
| R  | 16 | Duisburg FV 08             | 30 | 7  | 7 | 18 | 52 | 62 | 0,84 | 21  |
| R  | 17 | TSV Detmold                | 30 | 6  | 8 | 18 | 40 | 91 | 0,44 | 20  |

##### Groupe 2
|    |    |                           | M  | G  | N  | P  | +  | -  | Avg  | Pts |
| -- | -- | ------------------------- | -- | -- | -- | -- | -- | -- | ---- | --- |
| C  | 1  | Borussia München-Gladbach | 28 | 19 | 5  | 4  | 69 | 32 | 2,16 | 43  |
| TF | 2  | TSG Vohwinkel 80          | 28 | 15 | 7  | 6  | 51 | 33 | 1,55 | 37  |
|    | 3  | Duisburger SpV            | 28 | 16 | 5  | 7  | 68 | 45 | 1,51 | 37  |
|    | 4  | SSV 04 Wuppertal          | 28 | 12 | 8  | 8  | 68 | 50 | 1,36 | 32  |
|    | 5  | BV Union 05 Krefeld       | 28 | 12 | 8  | 8  | 60 | 47 | 1,28 | 32  |
|    | 6  | SV Rhenania 05 Würselen   | 28 | 14 | 4  | 10 | 59 | 55 | 1,07 | 32  |
|    | 7  | SG Düren 99               | 28 | 9  | 11 | 8  | 57 | 50 | 1,14 | 29  |
|    | 8  | VfB Marathon Remscheid    | 28 | 8  | 10 | 10 | 52 | 44 | 1,18 | 26  |
| R  | 9  | TuRU Düsseldorf           | 28 | 11 | 4  | 13 | 42 | 46 | 0,91 | 26  |
| R  | 10 | Preussen Krefeld          | 28 | 10 | 5  | 13 | 54 | 57 | 0,95 | 25  |
| R  | 11 | Union Ohligs              | 28 | 8  | 7  | 13 | 51 | 79 | 0,65 | 23  |
| R  | 12 | SC Fortuna Köln           | 28 | 9  | 4  | 15 | 58 | 77 | 0,75 | 22  |
| R  | 13 | VfL Benrath               | 28 | 10 | 2  | 16 | 43 | 62 | 0,69 | 22  |
| R  | 14 | SV Bergisch Gladbach 09   | 28 | 8  | 5  | 15 | 55 | 72 | 0,76 | 21  |
| R  | 15 | SC Rapid Köln             | 28 | 5  | 3  | 20 | 49 | 87 | 0,56 | 13  |
| F  | 16 | SG VfL 99/SC West         | 0  | 0  | 0  | 0  | 0  | 0  | 0,00 | 0   |

- En plein milieu de saison, l'association du SC West Köln et du VfL 1899 Köln qui formait la SG VfL 99/SC West, depuis la fin de la saison précédente, vola en éclats et fut dissoute. Cette "SG" n'acheva pas la compétition et en fin de saison, les deux clubs reprirent des routes distinctes.

### Barrage pour la montée
À la fin de la saison, un barrage opposa les deux vice-champions: VfB Bottrop et TSG Vohwinkel 80 avec les équipes classées 13e et 14e en Oberliga West.
|      |   |                           | M | G | N | P | +  | -  | Avg  | Pts |
| ---- | - | ------------------------- | - | - | - | - | -- | -- | ---- | --- |
| OL   | 1 | STV Horst-Emscher (OL)    | 6 | 4 | 2 | 0 | 15 | 5  | 3,00 | 10  |
| OL   | 2 | SpVgg Erkenschwick (OL)   | 6 | 4 | 0 | 2 | 15 | 7  | 2,15 | 8   |
| 2.OL | 3 | VfB Bottrop (2.OL-1)      | 6 | 2 | 1 | 3 | 5  | 10 | 0,50 | 5   |
| 2.OL | 4 | TSG Vohwinkel 80 (2.OL-2) | 6 | 0 | 1 | 5 | 6  | 19 | 0,32 | 1   |

| Légende |                                                           |
| OL      | Maintien en Oberliga West en vue de la saison suivante    |
| 2.OL    | Maintien en 2. Oberliga West en vue de la saison suivante |

Les deux "Oberligisten" (STV Horst-Emscher et SpVgg Erkenschwick) assurèrent leur maintien dans la plus haute division.

### Relégués d'Oberliga
À la fin de cette saison, les équipes qui descendirent d'Oberliga West furent Rheydter SpV et SV Hamborn 07.

### Montants des séries inférieures
En raison de la restructuration de la 2. Oberliga West, réduite à une seule série vue de la saison suivante, il n'y eut aucun club promu depuis les Landesligen.

## 2. Oberliga Südwest
Le 2. Oberliga Südwest 1951-1952 fut une ligue située au 2e niveau de la hiérarchie du football ouest-allemand.
Ce fut la 1e édition de cette ligue qui couvrait le même territoire que l'Oberliga Südwest, c'est-à-dire le Land de Rhénanie-Palatinat et le protectorat de Sarre, donc pour les clubs affiliés à la Fußball-Regional-Verband Südwest (FRVS).
Les deux premiers classés furent promus en Oberliga Südwest pour la saison suivante.

### Compétition

#### Légende
| Légende       |                                                                          |
| C             | Champion 2. Liga Südwest & promu en Oberliga Südwest la saison suivante. |
| P             | promu en Oberliga Südwest la saison suivante                             |
| R             | Relégué en vers les séries inférieures en vue de la saison suivante      |
| en diminution | club relégué de l'Oberliga Südwest depuis la saison précédente           |

#### Classement
|   |    |                      | M  | G  | N | P  | +  | -  | Avg  | Pts |
| - | -- | -------------------- | -- | -- | - | -- | -- | -- | ---- | --- |
| C | 1  | VfR Kirn             | 26 | 15 | 3 | 8  | 73 | 40 | 1,83 | 33  |
| P | 2  | FV Speyer            | 26 | 14 | 5 | 7  | 56 | 31 | 1,81 | 33  |
| P | 3  | BFV Hassia Bingen    | 26 | 14 | 5 | 7  | 70 | 43 | 1,63 | 33  |
|   | 4  | SG 05 Pirmasens      | 26 | 14 | 5 | 7  | 63 | 46 | 1,37 | 33  |
|   | 5  | SpVgg Andernach      | 26 | 13 | 4 | 9  | 59 | 42 | 1,40 | 30  |
|   | 6  | ASV Landau           | 26 | 11 | 5 | 10 | 68 | 49 | 1,39 | 27  |
|   | 7  | ASV Hochfeld 1925    | 26 | 10 | 6 | 10 | 57 | 61 | 0,93 | 26  |
|   | 8  | TSC Zweibrücken      | 26 | 11 | 4 | 11 | 51 | 62 | 0,82 | 26  |
|   | 9  | 1. FC Idar           | 26 | 8  | 8 | 10 | 43 | 49 | 0,88 | 24  |
|   | 10 | VfL Neuwied          | 26 | 10 | 3 | 13 | 58 | 67 | 0,87 | 23  |
|   | 11 | Sportfreunde Herdorf | 26 | 9  | 5 | 12 | 46 | 56 | 0,82 | 23  |
|   | 12 | SC 07 Bad Neuenahr   | 26 | 8  | 7 | 11 | 49 | 63 | 0,78 | 23  |
| R | 13 | VfB Lützel           | 26 | 6  | 9 | 11 | 39 | 68 | 0,57 | 21  |
| R | 14 | TuS Konz             | 26 | 2  | 5 | 19 | 37 | 92 | 0,40 | 9   |

### Relégués de l'Oberliga Südwest
En fin de saison, les trois clubs suivants furent relégués sportivement depuis l'Oberliga Südwest:
- VfL Neustadt/Weinstraße
- Eintracht Bad Kreuznach
- SpVgg Weisenau

#### Sanction
Après la fin de la saison, la Fußball-Regional-Verband Südwest (FRVS) diligenta une enquête contre le club du VfR Frankenthal. Il en résulta une sanction contre ce cercle pour faits de corruption. 
Le VfR Frankenthal fut relégué d'Oberliga Südwest et le Hassia Bingen, classé 3e en 2. Oberliga fut promu pour remplacer le club sanctionné.

### Montants des séries inférieures
Les deux derniers classés furent relégués vers les séries inférieures et, en vue de la saison suivante, furent remplacées par:
- SC Altenkessel
- SC Viktoria Hühnerfeld

#### Résultats du tour final des Amateurligen
| Légende |                                                   |
| P       | Promu en 2. Oberliga Südwest, la saison suivante. |

|   |   |                        | M | G | N | P | +  | -  | Avg  | Pts |
| - | - | ---------------------- | - | - | - | - | -- | -- | ---- | --- |
| P | 1 | SC Viktoria Hühnerfeld | 6 | 0 | 0 | 0 | 27 | 12 | 2,25 | 9   |
| P | 2 | SC Altenkessel         | 6 | ? | ? | ? | 18 | 16 | 1,13 | 8   |
|   | 3 | SpVgg Bendorf          | 6 | ? | ? | ? | 19 | 20 | 0,95 | 5   |
|   | 4 | Mundenheimer SpVgg     | 6 | ? | ? | ? | 7  | 23 | 0,30 | 2   |

### Retour de la Sarre
En raison du retour des équipes de la Sarre dans les compétitions de la Fußball-Regional-Verband Südwest (FRVS), le Sportfreunde 05 Saarbrücken fut aussi admis en 2. Oberliga Südwest 1952-1953.

## 2. Oberliga Süd
Pour un article plus général, voir Zweite Oberliga Sud (1950-1963).
Le 2. Oberliga Süd 1951-1952 fut une ligue située au 2e niveau de la hiérarchie du football ouest-allemand.
Ce fut la 2e édition de cette ligue qui couvrait le même territoire que l'Oberliga Süd, c'est-à-dire les Länder de Bade-Wurtemberg, de Bavière et de Hesse.
Les deux premiers classés furent promus en Oberliga Süd pour la saison suivante.

### Compétition

#### Légende
| Légende         |                                                                        |
| C               | Champion 2. Liga Süd & promu en Oberliga Süd la saison suivante.       |
| P               | promu en Oberliga Süd la saison suivante                               |
| R               | Relégué vers les séries de 1. Amateurliga en vue de la saison suivante |
| en diminution   | club relégué de l'Oberliga Süd depuis la saison précédente             |
| en augmentation | club promu des séries de 1. Amateurliga depuis la saison précédente    |

#### Classement
|   |    |                     | M  | G  | N  | P  | +   | -  | Avg  | Pts |
| - | -- | ------------------- | -- | -- | -- | -- | --- | -- | ---- | --- |
| C | 1  | TSG 1846 Ulm        | 34 | 20 | 9  | 5  | 73  | 39 | 1,87 | 49  |
| P | 2  | BC Augsburg         | 34 | 20 | 7  | 7  | 106 | 43 | 2,47 | 47  |
|   | 3  | KSV Hessen Kassel   | 34 | 18 | 7  | 9  | 56  | 40 | 1,40 | 43  |
|   | 4  | 1. FC Pforzheim     | 34 | 18 | 6  | 10 | 78  | 47 | 1,66 | 42  |
|   | 5  | ASV Durlach 02      | 34 | 15 | 9  | 10 | 67  | 56 | 1,20 | 39  |
|   | 6  | TSV 1861 Straubing  | 34 | 14 | 10 | 10 | 48  | 54 | 0,88 | 38  |
|   | 7  | FC Bayern Hof 1910  | 34 | 16 | 5  | 13 | 66  | 49 | 1,35 | 37  |
|   | 8  | SSV Jahn Regensburg | 34 | 14 | 9  | 11 | 67  | 54 | 1,24 | 37  |
|   | 9  | SV Wiesbaden        | 34 | 13 | 10 | 11 | 60  | 53 | 1,13 | 36  |
|   | 10 | SV Darmstadt 98     | 34 | 14 | 7  | 13 | 66  | 55 | 1,20 | 35  |
|   | 11 | SSV Reutlingen      | 34 | 13 | 9  | 12 | 65  | 67 | 0,97 | 35  |
|   | 12 | 1. FC 01 Bamberg    | 34 | 14 | 5  | 15 | 47  | 54 | 0,87 | 33  |
|   | 13 | ASV Cham            | 34 | 11 | 10 | 13 | 50  | 61 | 0,82 | 32  |
|   | 14 | Freiburger FC       | 34 | 9  | 10 | 15 | 53  | 67 | 0,79 | 28  |
|   | 15 | FC Singen 04        | 34 | 9  | 9  | 16 | 44  | 63 | 0,70 | 27  |
|   | 16 | ASV Feudenheim      | 34 | 8  | 6  | 20 | 41  | 73 | 0,56 | 22  |
| R | 17 | FC Wacker München   | 34 | 5  | 8  | 21 | 48  | 87 | 0,55 | 18  |
| R | 18 | VfR Aalen           | 34 | 5  | 4  | 25 | 35  | 98 | 0,36 | 14  |

### Relégués d'Oberliga
À la fin de cette saison, les clubs qui descendirent d'Oberliga Süd furent:
- TSV Schwaben Augsburg
- VfL Neckarau

### Montants des séries inférieures
Les deux derniers classés furent relégués vers les séries inférieures et, en vue de la saison suivante, furent remplacées par:
- Karlsruher FV
- Union Böckingen

#### Résultats du tour final des Amateurligen
| Légende | |
| P       | club promu en 2. Oberliga Süd, la saison suivante.                                                 |
| B       | club devant jouer un barrage pour désigner le 2e promu en 2. Oberliga Süd pour la saison suivante. |

Le tour final conerna les cinq champions des Amateurligen ("Baden", "Bayern", "Hessen", "Südbaden", "Würtemberg"). Le champion de l’Amateurliga Südbaden (Offenburger FV) renonça à participer et fut remplacé par le SC Baden-Baden.
- Tour final:

|   |   |                           | M | G | N | P | +  | -  | Avg  | Pts |
| - | - | ------------------------- | - | - | - | - | -- | -- | ---- | --- |
| P | 1 | VfR Aalen                 | 8 | ? | ? | ? | 20 | 6  | 3,33 | 12  |
| B | 2 | Union Böckingen           | 8 | ? | ? | ? | 12 | 10 | 1,20 | 9   |
| B | 3 | 1. FC Amberg              | 8 | ? | ? | ? | 16 | 17 | 0,94 | 9   |
|   | 4 | SC Baden-Baden            | 8 | ? | ? | ? | 10 | 16 | 0,63 | 6   |
|   | 5 | FC 09 Olympia Lampertheim | 6 | ? | ? | ? | 8  | 14 | 0,57 | 3   |

En raison de l'égalité de points, un match d'appui fut organisé pour désigner le 2e montant.
- Tour final - Match d'appui:

| Date       | Match                          | Résultat |            |
| ---------- | ------------------------------ | -------- | ---------- |
| xx/xx/1952 | Union Böckingen – 1. FC Amberg | 3-2      | à Würzburg |
| P          | Union Böckingen                | Promu    |            |